# Willem de Klerk
Willem de Klerk, né le 28 novembre 1800 et mort le 11 août 1876 à Dordrecht, est un peintre, dessinateur et aquarelliste néerlandais.

## Biographie
Willem de Klerk est l'élève de Pieter Hofmann (dessin) et d'Adrianus van der Koogh (peinture),. C'est un peintre paysagiste de style romantique. Il effectue plusieurs voyages avec le peintre Matthijs Quispel. 
En 1827/28, le voyage se fait dans les Ardennes et au Luxembourg et en 1832 à Breda. En 1835, ils se rendent en Rhénanie allemande via la région de Nimègue et en 1838, ils se rendent en Bavière, en Bohême et en Saxe. 
Vers 1840-1850, ses paysages romantiques lui octroient une certaine notoriété et il collabore avec Eugène Verboeckhoven pour illustrer des personnages et animaux. 
Il est membre de la Dordrecht Drawing Society Pictura depuis 1817, dont il devient membre honoraire en 1868. Ses premiers travaux s'inscrivent dans la tradition de Jacob van Strij et ses paysages ultérieurs sont influencés par Barend Cornelis Koekkoek. 
Il travaille avec Frans Jacobus van den Blijk et Frans Lebret est l'un de ses élèves.
On peut retrouver ses tableaux dans les musées de Dordrecht et de Nimègue.

## Galerie

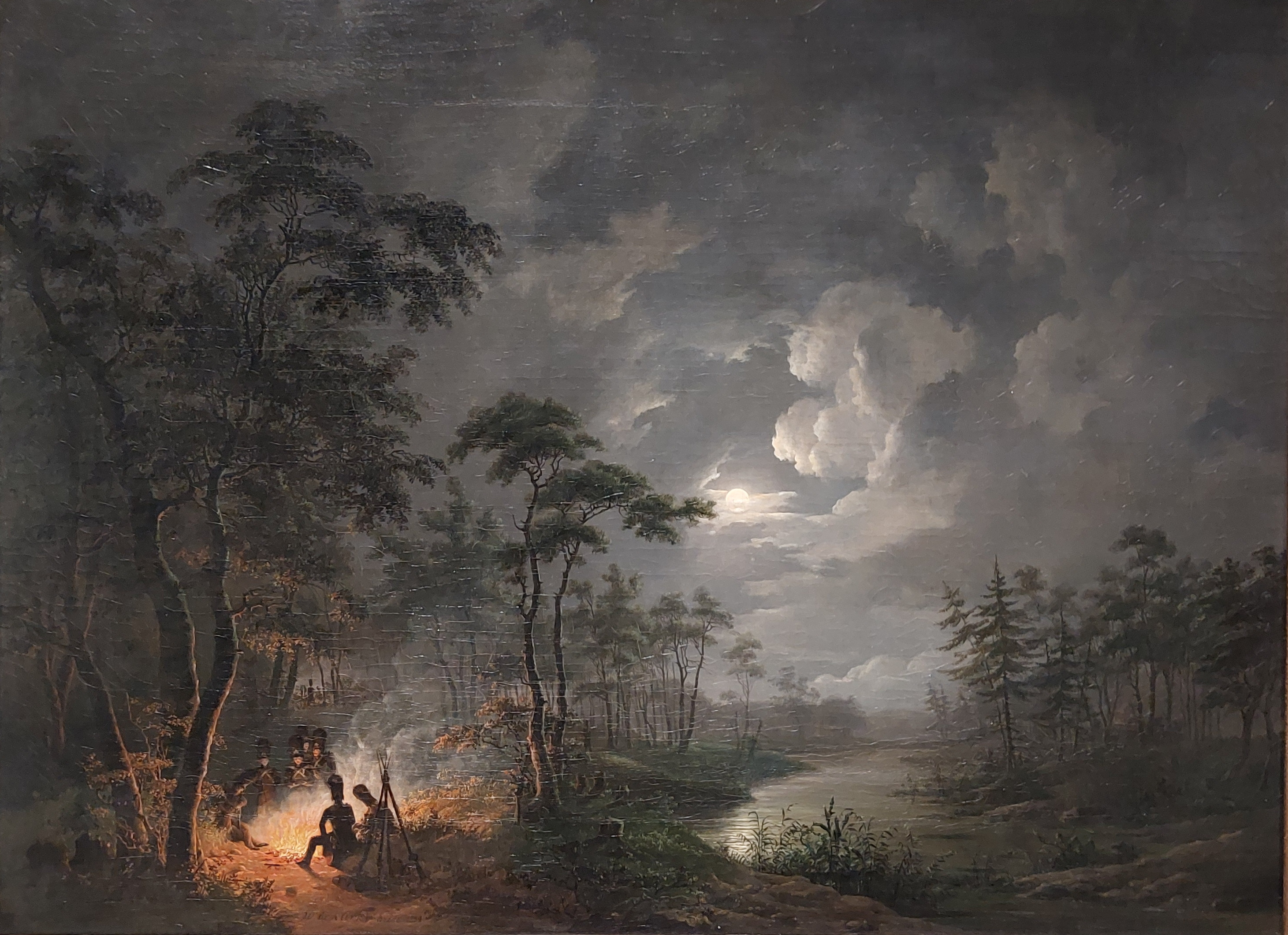
Bivouac dans un bois près de Breda, 1832, Stedelijk Museum Breda (nl).
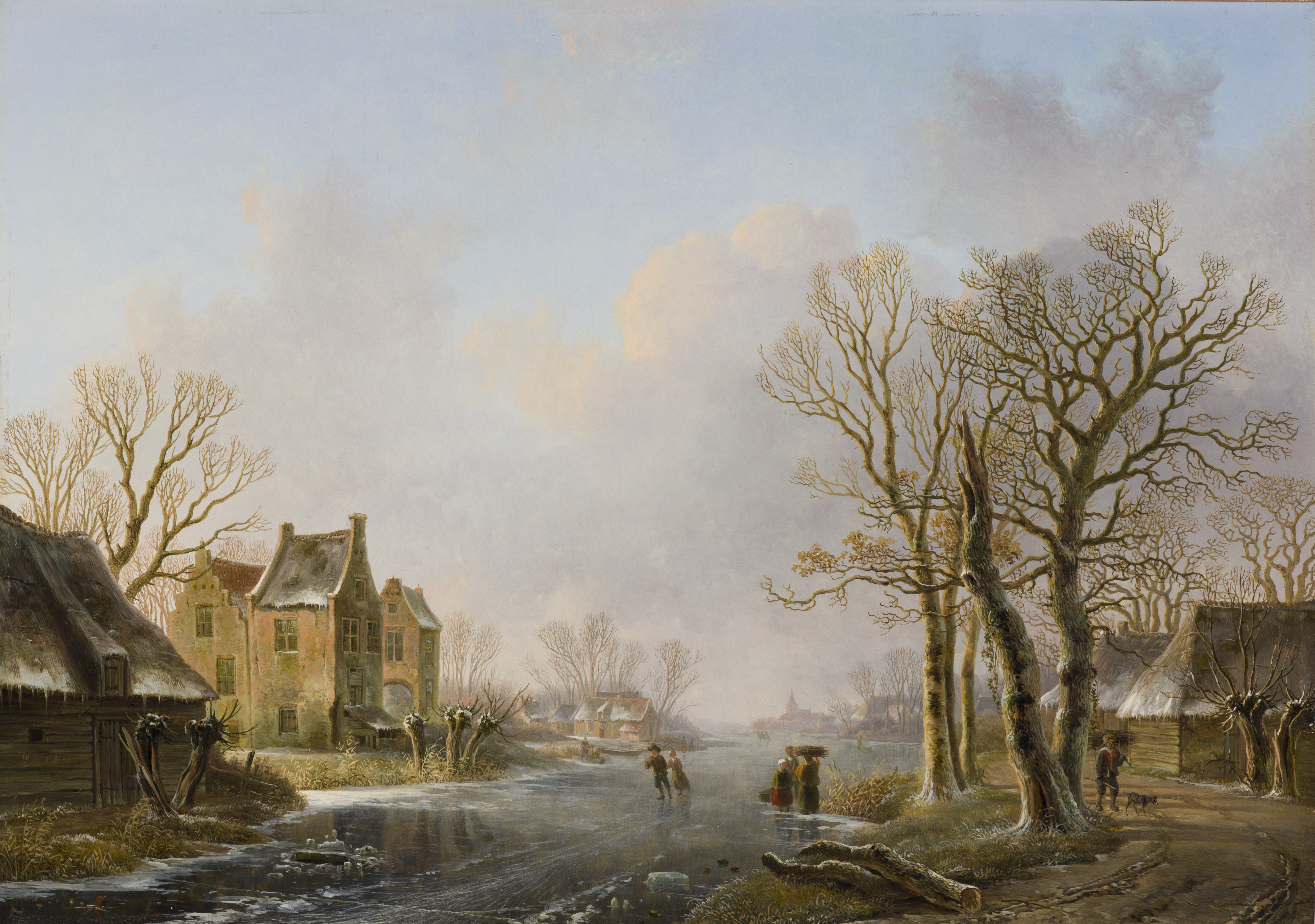
Patineurs sur une rivière gelée à Dordrecht, 1849, Musée d'Art d'Indianapolis.
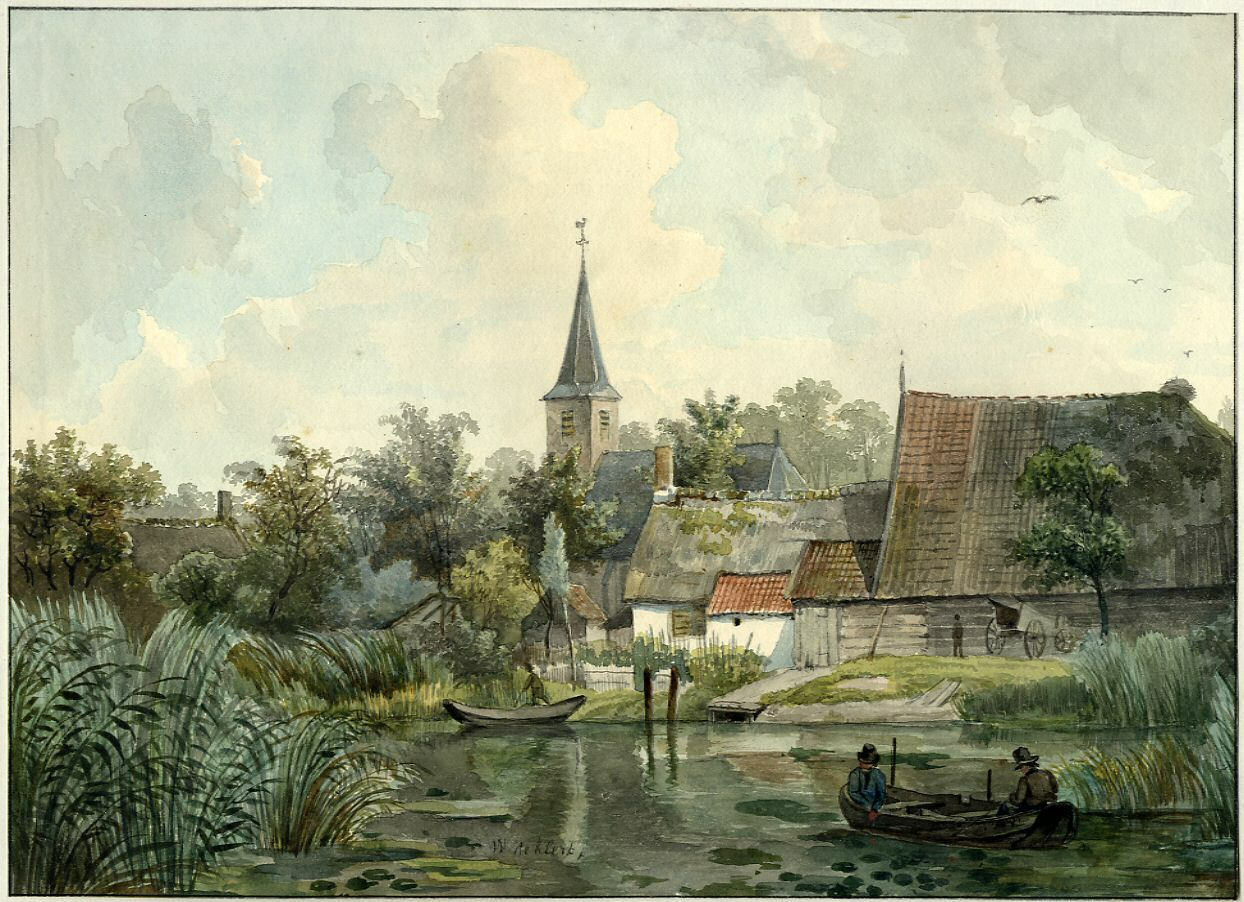
Paysage du village d'Abcoude, Utrecht Archives (en)
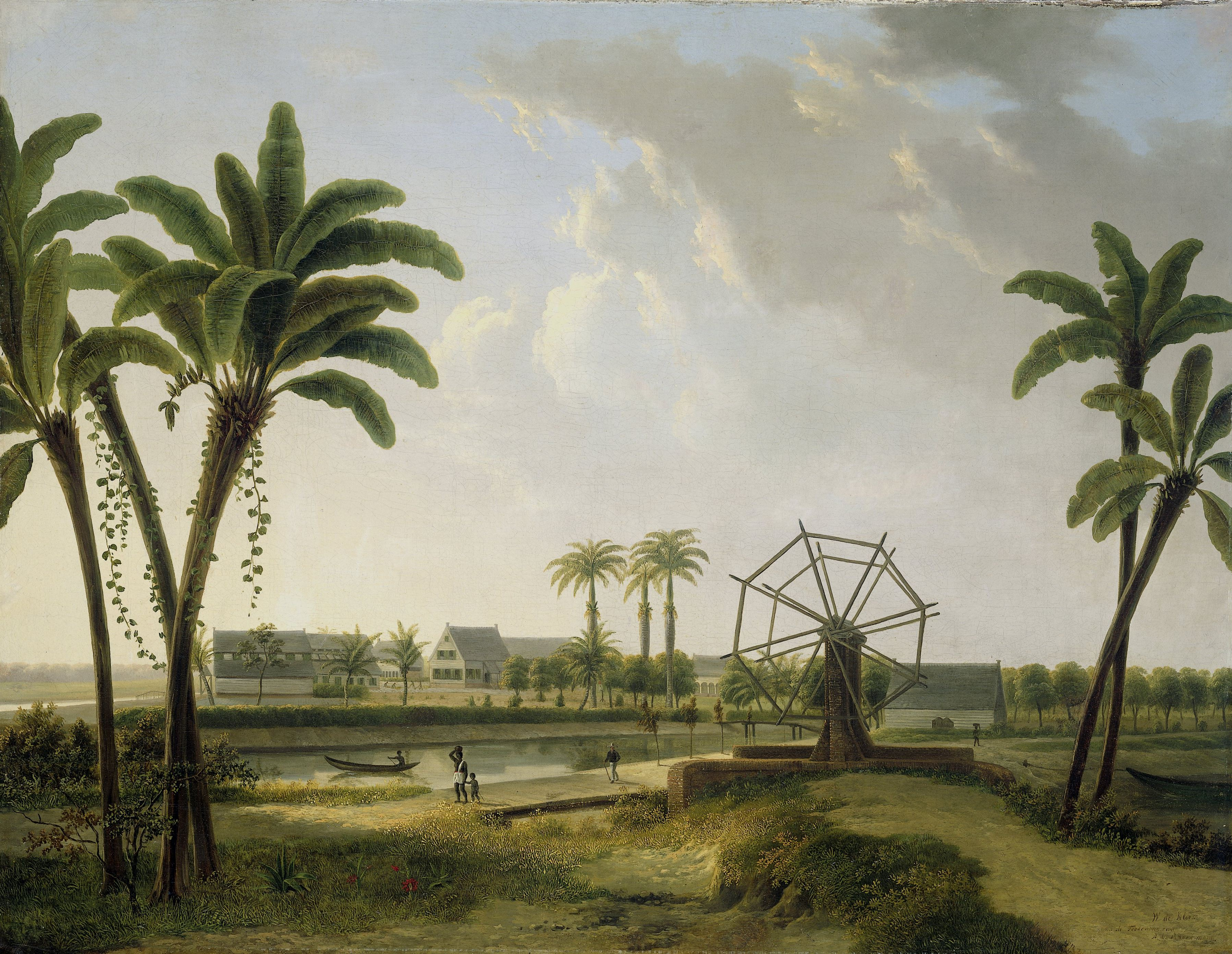
Paysage de la plantation de café Marienbosch du Suriname, Rijksmuseum Amsterdam